# Governador Jorge Teixeira
Governador Jorge Teixeira là một đô thị thuộc bang Rondônia, Brasil. Đô thị này có diện tích 5067 km², dân số năm 2007 là 11432 người, mật độ 2,26 người/km².